# Посланники (телесериал)
«Посланники» (англ. The Messengers) — американский телевизионный сериал, с Шантель Вансантен в главной роли, созданный Эоганом О’Доннелом. В центре сюжета находится жизнь семи незнакомцев, которые оказываются связанными после падения загадочного объекта в пустыне Нью-Мексико.
Сериал вышел на The CW в сезоне 2014—2015 годов. Премьера шоу состоялась 17 апреля 2015 года. Так как The CW не имел временного интервала для сериала в ходе сезона, он был сброшен на мертвую пятницу, где дебютировал с демографическим рейтингом 0,3 в категории 18-49. Таким образом сериал показал худший дебютный результат среди любого нового шоу в сезоне. 7 мая 2015 года сериал был закрыт после трех эпизодов, однако канал не стал снимать шоу с эфира и оставшиеся эпизоды были показаны.

## Производство
The CW купил сценарий пилотного эпизода у Бэзила Иваника и сценариста Эоган О’Доннел в декабре 2013 года. 4 февраля 2014 года канал дал зелёный свет на съемки пилотного эпизода, производством которого занялась сестринская CBS Television Studios. Вскоре начался кастинг на основные роли, а София Блэк-Д’Элиа и Джоэл Кортни стали первыми актёрами, утвержденными в пилоте 28 февраля британский актёр Джон Флетчер был утвержден на роль пастора, тогда как Стивен Уильямс занял место режиссёра пилотного эпизода. 5 марта было объявлено, что Диого Моргадо будет играть ключевую роль загадочного мужчины, а неделю спустя Шантель Вансантен была утверждена на ведущую роль в проекте.
8 мая 2014 года, канал заказал съемки первого сезона сериала для трансляции в телесезоне 2014-15 годов. В августе Анна Диоп и Крейг Франк присоединились к шоу в регулярных ролях, а в октябре 2014 года Джейми Бамбер подписался на роль в несколько эпизодов.

## Сюжет
В основе сюжета главы Откровения Иоанна Богослова, последней из книг Нового Завета. На землю падает неизвестный объект из космоса. В этот момент пять совершенно незнакомых людей - ученая Вера, домохозяйка Эрин, агент ФБР Рауль, подросток Питер, телевизионный проповедник Джошуа - умирают. Спустя некоторое время они оживают, и каждый из них находит в себе необычные способности. Судьба сводит их в Хьюстоне. Там они находят Роуз - медсестру которая впала в кому семь лет назад. Она рассказывает о том, что они ангелы, и им предстоит остановить четырёх всадников Апокалипсиса.

## В ролях

### Главные роли
- Шантель Вансантен — Вера Бакли
- Диого Моргадо — "Человек"
- Джей Ди Пардо — Рауль Гарсиа
- Джоэл Кортни — Питер Мур
- Джон Флетчер — Джошуа Силберн мл.
- София Блэк-Д’Элиа — Эрин Колдер
- Анна Диоп — Роза Арвале
- Крейг Франк — Алан Хэррис